# 인터내셔널 엠피시어터
인터내셔널 엠피시어터(영어: International Amphitheatre)은 미국 일리노이주 시카고에 위치한 실내 경기장이다. 과거 NBA 시카고 패커스, 시카고 불스와 NBL 시카고 아메리칸 기어즈, WHA 시카고 쿠거스의 홈경기장으로 사용했다.